# Danh sách đĩa nhạc của Alexander Rybak
Đây là danh sách đĩa nhạc của Alexander Rybak. Rybak đại diện cho Na Uy trong Eurovision Song Contest 2009 tại Moscow, Nga. Rybak chiến thắng với 387 điểm, số điểm cao nhất trong lịch sử Eurovision tính đến năm 2009; với "Fairytale", một bài hát do chính anh sáng tác và viết lời. Ca khúc đã đạt đến vị trí #1 tại Na Uy, Thụy Điển, Phần Lan, Hy Lạp, Đan Mạch, Bỉ, Latvia, Iceland và Belarus. Bài hát cũng leo lên vị trí #10 tại UK Singles Chart, thứ 2 tại Irish Singles Chart. Album đầu tay Fairytales đạt đến vị trí #1 ở Na Uy và Nga.

## Album

### Albums phòng thu
| Tên album                  | Chi tiết                                                                     |
| -------------------------- | ---------------------------------------------------------------------------- |
| Fairytales                 | - Ngày phát hành: 29/05/2009 - Nhãn: EMI, Universal - Thể loại: Pop          |
| No Boundaries              | - Ngày phát hành: 14/06/2010 - Nhãn: Universal - Thể loại: Pop               |
| Visa vid vindens ängar     | - Ngày phát hành: 15/06/2011 - Nhãn: Alexander Rybak AS - Thể loại: Pop      |
| Christmas Tales            | - Ngày phát hành: 23/11/2012 - Nhãn: Grappa Musikkforlag AS - Thể loại: Pop  |
| Trolle og den magiske fela | - Ngày phát hành: 02/12/2015 - Nhãn: Tự phát hành - Thể loại: Nhạc thiếu nhi |

### Đĩa đơn
| Năm phát hành | Tên bài hát                                                | Album                      |
| ------------- | ---------------------------------------------------------- | -------------------------- |
| 2006          | "Foolin"                                                   | -                          |
| 2009          | "Fairytale"                                                | Fairytales                 |
| 2009          | "Funny Little World"                                       | Fairytales                 |
| 2009          | "Roll With the Wind"                                       | Fairytales                 |
| 2009          | "Ya Neveryu v Chudesa"                                     | Nhạc phim Tia chớp đen     |
| 2010          | "Europe Skies"                                             | No Boundaries              |
| 2010          | "Oah"                                                      | No Boundaries              |
| 2010          | "Fela Igjen" (ft. Opptur)                                  | -                          |
| 2010          | "Skazka" (Phiên bản tiếng Nga của "Fairytale")             | Zimnyaya Skazka            |
| 2011          | "Resan till dig"                                           | Visa vid vindens ängar     |
| 2011          | "Nebesa Evropy" (Phiên bản tiếng Nga của "Europe's Skies") | Nebesa Evropy              |
| 2012          | "Strela Amura"                                             | -                          |
| 2012          | "I'll Show You" (với Paula Seling)                         | -                          |
| 2012          | "Leave Me Alone"                                           | -                          |
| 2012          | "Dostala" (Phiên bản tiếng Nga của "Leave Me Alone")       | -                          |
| 2013          | "Presents"                                                 | Christmas Tales            |
| 2013          | "5 To 7 Years"                                             |                            |
| 2014          | "Into A Fantasy"                                           | -                          |
| 2014          | "What I Long For"                                          | -                          |
| 2015          | "Kotik"                                                    | -                          |
| 2015          | "Blant Fjell"                                              | Trolle Og Den Magiske Fela |
| 2016          | "I Came To Love You"                                       | -                          |
| 2016          | "Return"                                                   | -                          |
| 2017          | "Looking My Way" (với Philip Cecil)                        | -                          |
| 2018          | "That's How You Write A Song"                              | -                          |
| 2018          | "Mom"                                                      | -                          |
| 2018          | "Let The Music Guide You"                                  | -                          |
| 2019          | "I'm Still Here"                                           | -                          |
| 2020          | "My Whole World"                                           | -                          |
| 2020          | "Give Me Rain"                                             | -                          |
| 2020          | "Magic"                                                    | -                          |
| 2020          | "Wonderland" (với Roxen)                                   | -                          |
| 2021          | "Mitt Andre Hjem"                                          | -                          |
| 2021          | "Stay" (với Sirusho)                                       | -                          |
| 2021          | "Hold Me"                                                  | -                          |
| 2022          | "Memories"                                                 | -                          |
| 2023          | "No More Me And You" (với Annsofi)                         | -                          |
| 2023          | "1000 Views" (ft. Grace Kelly)                             | -                          |
| 2023          | "Kid"                                                      | -                          |

### Video âm nhạc
| Năm  | Tựa đề                                                           | Đạo diễn                                              |
| ---- | ---------------------------------------------------------------- | ----------------------------------------------------- |
| 2006 | "Foolin"                                                         |                                                       |
| 2009 | "Fairytale"                                                      | Video Workshop AS                                     |
| 2009 | "Roll With The Wind"                                             | Bård Røssevold                                        |
| 2009 | "Funny Little World"                                             | Ligistfilm                                            |
| 2009 | "Ya Ne Veryu v Chudesa"                                          |                                                       |
| 2010 | "Fela Igjen" (hợp tác với Opptur)]                               | Tommel Opp Film                                       |
| 2010 | "Oah"                                                            | Lars Kristian Flemmen                                 |
| 2010 | "Europe's Skies"                                                 | Alexander Filatovich                                  |
| 2010 | "Небеса Европы (Phiên bản tiếng Nga của "Europe's Skies")"       | Alexander Filatovich                                  |
| 2011 | "Небасхіл Еўропы (Phiên bản tiếng Belarus của "Europe's Skies")" | Alexander Filatovich                                  |
| 2012 | "Стрела Амура (Strela Amura - Phiên bản tiếng Nga của "Oah")"    | Alexander Filatovich                                  |
| 2012 | "Leave Me Alone"                                                 | Alexander Filatovich                                  |
| 2012 | "Dostala (Phiên bản tiếng Nga của "Leave Me Alone")              | Alexander Filatovich                                  |
| 2013 | "5 to 7 Years"                                                   | Joakim Kleven                                         |
| 2014 | "Into A Fantasy"                                                 | Olav Stuberrub và Tone Lise Asphol                    |
| 2015 | "Kotik"                                                          | Rustam Romanov                                        |
| 2016 | "I Came To Love You"                                             | Rustam Romanov                                        |
| 2016 | "Return"                                                         | Emilie Beck và Alexander Rybak                        |
| 2017 | "Looking My Way" (với Philip Cecil)                              | Alexander Rybak                                       |
| 2018 | "That's How You Write A Song"                                    | Frederic Esnault, Tone Lise Asphol và Alexander Rybak |
| 2018 | "Mom"                                                            | Knut Bjørnar Asphol.                                  |
| 2018 | "Let The Music Guide You"                                        |                                                       |
| 2019 | "I'm Still Here"                                                 | Knut Bjørnar Asphol                                   |
| 2020 | "My Whole World"                                                 | Victor Christoffer Sandmark                           |
| 2020 | "Give Me Rain"                                                   | Alexander Rybak và Marius Bjellebø                    |
| 2020 | "Позади"                                                         | Alexander Rybak và Marius Bjellebø                    |
| 2020 | "Magic"                                                          | Alexander Rybak và Marius Bjellebø                    |
| 2020 | Wonderland" (với Roxen)                                          | James Richard Newman và \Madalin Rosioru              |
| 2021 | "Stay" (với Sirusho)                                             |                                                       |
| 2021 | Hold Me                                                          | Alan Yammin                                           |
| 2022 | "Memories"                                                       | Ralph Klisiewicz , Jane Skripnik và Alexander Rybak   |
| 2023 | "No More Me And You" (với Annsofi)                               | Victor Christoffer Sandmark                           |
| 2023 | 1000 Views" (ft. Grace Kelly)                                    | Brendan J. Boyle và Alexander Rybak                   |
| 2023 | "Kid"                                                            | Brendan J. Boyle và Alexander Rybak                   |